# Huêtre
Huêtre – miejscowość i gmina we Francji, w Regionie Centralnym, w departamencie Loiret.
Według danych na rok 1990 gminę zamieszkiwało 179 osób, a gęstość zaludnienia wynosiła 14 osób/km² (wśród 1842 gmin Centre, Huêtre plasuje się na 960. miejscu pod względem liczby ludności, natomiast pod względem powierzchni na miejscu 999.).